# Daniil Tarasov (ishockeyspelare)
Daniil Vladimirovitj Tarasov (ryska: Даниил Владимирович Тарасов), född 28 februari 1991, är en rysk professionell ishockeyspelare som spelar för HK Dynamo Moskva i KHL. Han har tidigare spelat för San Jose Sharks i NHL, på lägre nivåer för Worcester Sharks i AHL, San Francisco Bulls i ECHL samt Waterloo Black Hawks och Indiana Ice i United States Hockey League (USHL).
Tarasov blev aldrig draftad av någon NHL-organisation.

## Statistik
| 2008–2009   | HK Dynamo Moskva-2   | Juniorer    | 49  | 14 | 31 | 45  | 48  | 5  | 3 | 2 | 5  | 6  |
| 2009–2010   | Cape Cod Cubs        | IJHL        | 15  | 6  | 6  | 12  | 41  | —  | — | — | —  | —  |
|             | Waterloo Black Hawks | USHL        | 2   | 0  | 0  | 0   | 0   | —  | — | — | —  | —  |
| 2010–2011   | Indiana Ice          | USHL        | 57  | 37 | 38 | 75  | 46  | 5  | 2 | 4 | 6  | 6  |
| 2011–2012   | Indiana Ice          | USHL        | 60  | 47 | 41 | 88  | 86  | 6  | 5 | 5 | 10 | 8  |
| 2012–2013   | Worcester Sharks     | AHL         | 43  | 14 | 14 | 28  | 20  | —  | — | — | —  | —  |
|             | San Francisco Bulls  | ECHL        | 17  | 3  | 11 | 14  | 5   | —  | — | — | —  | —  |
| 2013–2014   | Worcester Sharks     | AHL         | 47  | 17 | 14 | 31  | 40  | —  | — | — | —  | —  |
| 2014–2015   | San Jose Sharks      | NHL         | 5   | 0  | 1  | 1   | 0   | —  | — | — | —  | —  |
|             | Worcester Sharks     | AHL         | 54  | 16 | 17 | 33  | 27  | 4  | 0 | 3 | 3  | 2  |
| NHL totalt  | NHL totalt           | NHL totalt  | 5   | 0  | 1  | 1   | 0   | —  | — | — | —  | —  |
| AHL totalt  | AHL totalt           | AHL totalt  | 144 | 47 | 45 | 92  | 87  | 4  | 0 | 3 | 3  | 2  |
| ECHL totalt | ECHL totalt          | ECHL totalt | 17  | 3  | 11 | 14  | 5   | —  | — | — | —  | —  |
| USHL totalt | USHL totalt          | USHL totalt | 119 | 84 | 79 | 163 | 132 | 11 | 7 | 9 | 16 | 14 |